# Deutsche Fußballmeisterschaft 1942/43
In der 36. deutschen Meisterschaftssaison 1942/43 wurden die Kriegsauswirkungen immer stärker.
Nicht nur Treibstoff- und Transportmittelmangel erschwerten den Spielbetrieb, sondern in zunehmendem Maße auch die immer häufigeren und schwerer werdenden Bombenangriffe der Alliierten, die nicht nur die Infrastruktur immer stärker schädigten, sondern auch wegen Bombenalarms so manchen Spielabbruch erzwangen. Hinzu kam nun auch bei den erstklassigen Vereinen ein immer stärkerer Spielermangel, woraufhin immer mehr Vereine sich zu sogenannten Kriegsspielgemeinschaften (KSG) zusammenschlossen, um ein spielfähiges Team zusammenzubekommen.
Dafür wurde die sportliche Bedeutung der militärischen Sportvereine, wie die Luftwaffen-, Wehrmacht- und Heeressportvereine, immer größer; sie profitierten von der Einberufung guter Spieler, die an ihren jeweiligen Standorten nun den Militärvereinen zur Verfügung standen. Allerdings waren diese Vereine dann sehr stark von Truppenverlegungen betroffen, die zu sehr großen Leistungsschwankungen führten oder gar den Rückzug aus der laufenden Saison erforderlich machten.
Mit Saisonbeginn wurde wieder die Bezeichnung Sportgau analog zur regionalen Gliederung der NSDAP eingeführt. Die Schwierigkeiten im Transportwesen führten zu einer weiteren Aufteilung der Sportgaue, so wurde der bisherige Sportbereich Nordmark in die drei Gaue Hamburg, Schleswig-Holstein und Mecklenburg aufgeteilt, der Sportbereich Niedersachsen in die Gaue Weser-Ems und Südhannover-Braunschweig. Auch der Sportbereich Bayern wurde in einen nördlichen und einen südlichen Bereich aufgegliedert. Damit stieg die Zahl der Endrundenteilnehmer auf 29.
Zum ersten Mal deutscher Meister wurde der Dresdner SC. Nach der Vizemeisterschaft von 1940 und den zwei Pokalerfolgen gelang nun auch der Gewinn der Meisterschaft. Der Finalgegner kam mit dem FV Saarbrücken zum ersten Mal aus dem Saargebiet, dem äußersten Südwesten des Reiches. Der Vorläuferverein des heutigen 1. FCS, hatte dabei im Halbfinale den großen Favoriten First Vienna FC 1894, den amtierenden Vizemeister, besiegt. Titelverteidiger FC Schalke 04 schied überraschend bereits im Viertelfinale aus; es war das schwächste Abschneiden der Gelsenkirchener seit 1931.

## Teilnehmer an der Endrunde
| Verein                                                  | Qualifiziert als                                           |
| VfB Königsberg                                          | → Meister der Sportbereichsklasse Ostpreußen               |
| LSV Pütnitz                                             | → Meister der Sportbereichsklasse Pommern                  |
| Berliner SV 92                                          | → Meister der Sportbereichsklasse Berlin-Brandenburg       |
| Germania Königshütte                                    | → Meister der Sportbereichsklasse Oberschlesien            |
| LSV Reinecke Brieg                                      | → Meister der Sportbereichsklasse Niederschlesien          |
| Dresdner SC                                             | → Meister der Sportbereichsklasse Sachsen                  |
| SV Dessau 05                                            | → Meister der Sportbereichsklasse Mitte                    |
| SC Victoria Hamburg                                     | → Meister der Sportbereichsklasse Hamburg                  |
| Wilhelmshaven 05                                        | → Meister der Sportbereichsklasse Weser-Ems                |
| Eintracht Braunschweig                                  | → Meister der Sportbereichsklasse Südhannover-Braunschweig |
| FC Schalke 04                                           | → Meister der Sportbereichsklasse Westfalen                |
| Westende Hamborn                                        | → Meister der Sportbereichsklasse Niederrhein              |
| SV Victoria Köln                                        | → Meister der Sportbereichsklasse Köln-Aachen              |
| Spielverein 06 Kassel                                   | → Meister der Sportbereichsklasse Kurhessen                |
| TuS Neuendorf                                           | → Meister der Sportbereichsklasse Moselland                |
| Kickers Offenbach                                       | → Meister der Sportbereichsklasse Hessen-Nassau            |
| FV Saarbrücken                                          | → Meister der Sportbereichsklasse Westmark                 |
| VfR Mannheim                                            | → Meister der Sportbereichsklasse Baden                    |
| FC Mülhausen 93                                         | → Meister der Sportbereichsklasse Elsass                   |
| VfB Stuttgart                                           | → Meister der Sportbereichsklasse Württemberg              |
| 1. FC Nürnberg                                          | → Meister der Sportbereichsklasse Nordbayern               |
| TSV 1860 München                                        | → Meister der Sportbereichsklasse Südbayern                |
| Militär-SV Brünn                                        | → Meister der Sportbereichsklasse Sudetenland              |
| First Vienna FC 1894                                    | → Meister der Sportbereichsklasse Donau-Alpenland          |
| SV Neufahrwasser                                        | → Meister der Sportbereichsklasse Danzig-Westpreußen       |
| BSG DWM Posen                                           | → Meister der Sportbereichsklasse Wartheland               |
| SG Ordnungspolizei Warschau                             | → Vertreter der Sportbereichsklasse Generalgouvernement    |
| Sieger der Qualifikation Mecklenburg/Schleswig-Holstein |                                                            |

VfB Stuttgart und die Stuttgarter Kickers beendeten die Saison punkt- und torgleich und wurden beide zu Meistern erklärt. Die Kickers verzichteten jedoch auf die Endrundenteilnahme. Im Generalgouvernement wurde LSV Adler Deblin Meister, welcher jedoch auf die Endrundenteilnahme verzichtete.

## Qualifikationsrunde
Teilnehmer:
| Holstein Kiel | → Meister der Sportbereichsklasse Schleswig-Holstein |
| TSG Rostock   | → Meister der Sportbereichsklasse Mecklenburg        |

| Datum          |               | Ergebnis  |               | Stadion                             |
| -------------- | ------------- | --------- | ------------- | ----------------------------------- |
| 11. April 1943 | Holstein Kiel | 4:0 (3:0) | TSG Rostock   | Kiel, Holstein-Stadion              |
| 18. April 1943 | TSG Rostock   | 1:1 (0:0) | Holstein Kiel | Rostock, TSG-Platz am Damerower Weg |

## 1. Runde
| Datum       |                        | Ergebnis             |                     | Stadion                               |
| ----------- | ---------------------- | -------------------- | ------------------- | ------------------------------------- |
| 2. Mai 1943 | VfB Königsberg         | 3:1 (2:0)            | SV Neufahrwasser    | Königsberg, Friedländer Torplatz      |
| 2. Mai 1943 | BSG DWM Posen          | 1:3 (1:0)            | SGO Warschau        | Posen                                 |
| 2. Mai 1943 | Berliner SV 92         | 2:2 n. V. (2:2, 1:2) | LSV Pütnitz         | Berlin, Stadion am Gesundbrunnen      |
| 2. Mai 1943 | SV Dessau 05           | 1:2 (1:0)            | Dresdner SC         | Dessau, Schillerpark                  |
| 2. Mai 1943 | Eintracht Braunschweig | 5:1 (1:0)            | SC Victoria Hamburg | Braunschweig, Eintracht-Stadion       |
| 2. Mai 1943 | SV 06 Kassel           | 1:8 (1:2)            | FC Schalke 04       | Kassel, Hessenkampfbahn               |
| 2. Mai 1943 | TuS Neuendorf          | 0:2 (0:1)            | SV Victoria Köln    | Koblenz, Stadion Oberwerth            |
| 2. Mai 1943 | FV Saarbrücken         | 5:1 (3:0)            | FC Mülhausen 93     | Saarbrücken, Stadion Kieselhumes      |
| 2. Mai 1943 | 1. FC Nürnberg         | 1:3 (0:1)            | VfR Mannheim        | Nürnberg, Städtisches Stadion         |
| 2. Mai 1943 | VfB Stuttgart          | 0:3 (0:0)            | TSV 1860 München    | Stuttgart, Adolf-Hitler-Kampfbahn     |
| 2. Mai 1943 | First Vienna FC 1894   | 5:2 (4:1)            | MSV Brünn           | Wien, Praterstadion                   |
| 2. Mai 1943 | Germania Königshütte   | 3:4 n. V. (3:3, 1:0) | LSV Reinecke Brieg  | Königshütte, Königshütter Kampfbahn   |
| 9. Mai 1943 | LSV Pütnitz            | 3:4 (0:1)            | Berliner SV 92      | Stettin, SC-Platz am Eckerberger Wald |

Per Freilos zogen Holstein Kiel, SV Wilhelmshaven, Kickers Offenbach und Westende Hamborn ins Achtelfinale.

## Achtelfinale
| Datum        |                    | Ergebnis  |                        | Stadion                           |
| ------------ | ------------------ | --------- | ---------------------- | --------------------------------- |
| 16. Mai 1943 | SGO Warschau       | 1:5 (0:1) | VfB Königsberg1        | Warschau                          |
| 16. Mai 1943 | LSV Reinecke Brieg | 0:8 (0:4) | First Vienna FC 1894   | Breslau, Sportpark Grüneiche      |
| 16. Mai 1943 | Berliner SV 92     | 0:2 (0:1) | Holstein Kiel          | Berlin, Poststadion               |
| 16. Mai 1943 | Dresdner SC        | 4:0 (0:0) | Eintracht Braunschweig | Dresden, Stadion am Ostragehege   |
| 16. Mai 1943 | FC Schalke 04      | 4:1 (0:0) | Wilhelmshaven 05       | Gelsenkirchen, Glückauf-Kampfbahn |
| 16. Mai 1943 | VfR Mannheim       | 8:1 (4:0) | Westende Hamborn       | Mannheim, Stadion                 |
| 16. Mai 1943 | SV Victoria Köln   | 0:5 (0:1) | FV Saarbrücken         | Köln, Radrennbahn                 |
| 16. Mai 1943 | TSV 1860 München   | 2:0 (1:0) | Kickers Offenbach      | München, Hanns-Braun-Kampfbahn    |

1 Wegen des Einsatzes eines nicht spielberechtigten Akteurs im Spiel gegen Neufahrwasser in der 1. Runde wurde der VfB Königsberg nachträglich ausgeschlossen, der ausgeschiedene SV Neufahrwasser nahm den Platz ein.

## Viertelfinale
| Datum        |                      | Ergebnis  |                  | Stadion                          |
| ------------ | -------------------- | --------- | ---------------- | -------------------------------- |
| 30. Mai 1943 | SV Neufahrwasser     | 0:4 (0:2) | Dresdner SC      | Danzig, Ertelplatz               |
| 30. Mai 1943 | Holstein Kiel        | 4:1 (3:1) | FC Schalke 04    | Kiel, Holstein-Stadion           |
| 30. Mai 1943 | First Vienna FC 1894 | 2:0 (1:0) | TSV 1860 München | Wien, Praterstadion              |
| 30. Mai 1943 | FV Saarbrücken       | 3:2 (1:2) | VfR Mannheim     | Saarbrücken, Stadion Kieselhumes |

## Halbfinale
| Datum         |                | Ergebnis  |                      | Stadion                           |
| ------------- | -------------- | --------- | -------------------- | --------------------------------- |
| 13. Juni 1943 | Dresdner SC    | 3:1 (1:0) | Holstein Kiel        | Hannover, Hindenburgkampfbahn     |
| 13. Juni 1943 | FV Saarbrücken | 2:1 (1:0) | First Vienna FC 1894 | Stuttgart, Adolf-Hitler-Kampfbahn |

## Spiel um Platz 3
| Datum         |               | Ergebnis  |                      | Stadion             |
| ------------- | ------------- | --------- | -------------------- | ------------------- |
| 26. Juni 1943 | Holstein Kiel | 4:1 (1:1) | First Vienna FC 1894 | Berlin, Poststadion |

## Finale
| Dresdner SC | Dresdner SC | FV Saarbrücken | FV Saarbrücken |
| --- | --- | --- | -------------- |
| Dresdner SC | \| Sonntag, 27. Juni 1943 in Berlin (Olympiastadion) \| \| Ergebnis: 3:0 (0:0) \| \| Zuschauer: 80.000 \| \| Schiedsrichter: Wilhelm Raspel (Düsseldorf) 00000Spielbericht Im Endspiel um die Deutsche Fußballmeisterschaft, das gestern vor 90.000 Zuschauern im Berliner Olympiastadion stattfand, siegte der Dresdner SC. über SV. Saarbrücken 3:0 (0:0). Während die erste Spielhälfte offen war, erreichten die Sachsen nach der Pause eine große Überlegenheit. Den ersten Treffer schoss in der 9. Minute der frühere Viennaspieler Erdl, in der 10. Minute erhöhte der mit dem Sturm aufgerückte Mittelläufer Dzur den Stand auf 2:0, und sechs Minuten vor dem Ende des Kampfes fiel der dritte Treffer durch Kugler. In dem Dresdner SC. hat der deutsche Fußballsport jedenfalls einen würdigen Meister erhalten, der seit Jahren immer zur Spitzenklasse des deutschen Fußballsports gehörte und der eine Unzahl von Nationalspielern dem Reich immer wieder zur Verfügung stellte. Ein sicherer Leiter des Kampfes war der Düsseldorfer Schiedsrichter Wilhelm Raspel.[1] \| | \| Sonntag, 27. Juni 1943 in Berlin (Olympiastadion) \| \| Ergebnis: 3:0 (0:0) \| \| Zuschauer: 80.000 \| \| Schiedsrichter: Wilhelm Raspel (Düsseldorf) 00000Spielbericht Im Endspiel um die Deutsche Fußballmeisterschaft, das gestern vor 90.000 Zuschauern im Berliner Olympiastadion stattfand, siegte der Dresdner SC. über SV. Saarbrücken 3:0 (0:0). Während die erste Spielhälfte offen war, erreichten die Sachsen nach der Pause eine große Überlegenheit. Den ersten Treffer schoss in der 9. Minute der frühere Viennaspieler Erdl, in der 10. Minute erhöhte der mit dem Sturm aufgerückte Mittelläufer Dzur den Stand auf 2:0, und sechs Minuten vor dem Ende des Kampfes fiel der dritte Treffer durch Kugler. In dem Dresdner SC. hat der deutsche Fußballsport jedenfalls einen würdigen Meister erhalten, der seit Jahren immer zur Spitzenklasse des deutschen Fußballsports gehörte und der eine Unzahl von Nationalspielern dem Reich immer wieder zur Verfügung stellte. Ein sicherer Leiter des Kampfes war der Düsseldorfer Schiedsrichter Wilhelm Raspel.[1] \| | FV Saarbrücken |
| Dresdner SC | Willibald Kreß – Herbert Pechan, Heinz Hempel – Herbert Pohl, Walter Dzur, Helmut Schubert – Heiner Kugler, Heinrich Schaffer, Richard Hofmann, Helmut Schön, Franz Erdl Cheftrainer: Georg Köhler | Karl Dahlheimer – Hugo Decker, Heinrich Schmidt – Hans-Joachim Plückhahn, Wilhelm Sold, Johann Herberger – Heinz Kurtsiefer, Herbert Baier, Herbert Binkert, Jakob Balzert, Herbert Dorn Cheftrainer: Ernst Georg | FV Saarbrücken |
| Dresdner SC | 1:0 Erdl (52.) 2:0 Schubert (60.) 3:0 Kugler (84.) | | FV Saarbrücken |
| Sonntag, 27. Juni 1943 in Berlin (Olympiastadion) | | |                |
| Ergebnis: 3:0 (0:0) | | |                |
| Zuschauer: 80.000 | | |                |
| Schiedsrichter: Wilhelm Raspel (Düsseldorf) 00000Spielbericht Im Endspiel um die Deutsche Fußballmeisterschaft, das gestern vor 90.000 Zuschauern im Berliner Olympiastadion stattfand, siegte der Dresdner SC. über SV. Saarbrücken 3:0 (0:0). Während die erste Spielhälfte offen war, erreichten die Sachsen nach der Pause eine große Überlegenheit. Den ersten Treffer schoss in der 9. Minute der frühere Viennaspieler Erdl, in der 10. Minute erhöhte der mit dem Sturm aufgerückte Mittelläufer Dzur den Stand auf 2:0, und sechs Minuten vor dem Ende des Kampfes fiel der dritte Treffer durch Kugler. In dem Dresdner SC. hat der deutsche Fußballsport jedenfalls einen würdigen Meister erhalten, der seit Jahren immer zur Spitzenklasse des deutschen Fußballsports gehörte und der eine Unzahl von Nationalspielern dem Reich immer wieder zur Verfügung stellte. Ein sicherer Leiter des Kampfes war der Düsseldorfer Schiedsrichter Wilhelm Raspel. | | |                |